# Амстердамський вільний університет
Амстердамський вільний університет (нід. Vrije Universiteit Amsterdam) — університет в Амстердамі, Нідерланди. Розташований у передмісті Бейтенфелдерт за декілька кілометрів на південь від центру Амстердама. При університеті діє ряд спеціалізованих науково-дослідних інститутів, серед яких найбільш відомий Міжнародний інститут соціальної історії, який володіє унікальними архівами з політичних рухів сучасної епохи.

## Історія
Був заснований в 1880 році Абрахамом Кайпером як перший протестантський університет Нідерландів. Кайпер — голландський політик, журналіст, прем'єр-міністр Нідерландів з 1901 по 1905 роки. Викладав теологію, був першим ректором.
Vrije Universiteit дослівно перекладається як Вільний університет, що означає його незалежність як від держави, так і від церкви.
Як і у всіх акредитованих університетах Нідерландів, студенти вносять плату за навчання (встановлену державою), яка на сьогоднішній момент (2007 рік) становить приблизно 2000 $ / рік для студентів з Євросоюзу і 12 000 $ / рік для студентів з інших країн. Більшість голландських студентів отримують гранти або позички від уряду, які покривають витрати на навчання і проживання.
Попри те, що серед нинішніх студентів та викладацького складу є представники багатьох релігій, через свою протестантську спадщину Вільний університет робить особливий акцент на соціальному і культурному значенні освіти. Багато викладачів пропонують курси, в яких йдеться про історичні, соціальні й культурологічні питання, пов'язаних з їхнім предметом. Наприклад, курс «Соціальні аспекти науки», розглядає значення науки для суспільства, моральність, а також родинні питання.

## Знамениті викладачі
- Ендрю Таненбаум — професор інформатики, очолює групу розробників комп'ютерних систем, Ph. D., автор ОС Minix.